# The Leftovers - Svaniti nel nulla
The Leftovers - Svaniti nel nulla (The Leftovers) è una serie televisiva statunitense di genere drammatico creata da Damon Lindelof e Tom Perrotta, trasmessa dal 29 giugno 2014 al 4 giugno 2017 sul network HBO per un totale di tre stagioni. La serie è un adattamento televisivo del romanzo Svaniti nel nulla (The Leftovers), scritto da Tom Perrotta. In Italia, la serie è andata in onda su Sky Atlantic dal 17 luglio 2014 al 4 luglio 2017.

## Trama
Il 14 ottobre del 2011 il 2% della popolazione mondiale (140 milioni di persone) scompare all'improvviso. Alcuni si convincono che la Terra sia stata colpita dal "Rapimento della Chiesa", altri rifiutano di vederlo come un evento mistico, e nessuno, in realtà, sa veramente cosa sia accaduto. La serie ha inizio tre anni dopo l'evento, e segue le vicende della comunità di Mapleton, dove sono scomparsi nel nulla oltre cento abitanti.

## Episodi
| Stagione         | Episodi | Prima TV USA | Prima TV Italia |
| ---------------- | ------- | ------------ | --------------- |
| Prima stagione   | 10      | 2014         | 2014            |
| Seconda stagione | 10      | 2015         | 2015            |
| Terza stagione   | 8       | 2017         | 2017            |

## Personaggi e interpreti

### Principali
- Kevin Garvey (stagioni 1-3), interpretato da Justin Theroux, doppiato da Sandro Acerbo.
È il capo della polizia di Mapleton, che sta cercando di mantenere una parvenza di normalità in questo nuovo mondo. È il padre di Tom e Jill, tuttavia, lo smembramento della sua famiglia lo mette sempre più a dura prova. Alle difficoltà della vita quotidiana si aggiungono strani sogni e visioni che tormentano le sue notti, facendogli provare il forte timore di impazzire, come accaduto a suo padre.
- Lorelei "Laurie" Garvey (stagioni 1-3), interpretata da Amy Brenneman, doppiata da Francesca Fiorentini.
È la moglie di Kevin e madre di Tom e Jill. Psichiatra affermata prima dell'Improvvisa Dipartita ha lasciato tutta la sua vita alle spalle per unirsi alla misteriosa setta dei "Colpevoli Sopravvissuti"; nonostante provi una bruciante nostalgia per la sua famiglia, è tra le più fedeli osservanti delle regole del gruppo. Nel corso della serie viene rivelato che il 14 ottobre, proprio durante un'ecografia di controllo, vide sparire il feto che portava in grembo.
- Matt Jamison (stagioni 1-3), interpretato da Christopher Eccleston, doppiato da Massimo De Ambrosis.
È il reverendo di Mapleton. Figura di rilievo della comunità prima degli eventi del 14 ottobre, in conseguenza viene di fatto messo da parte come viene messa da parte la religione. L'evento della dipartita ha conseguenze drastiche su di lui, di ritorno da una visita a causa di una misteriosa malattia da cui è affetto sin da bambino e che si ripresenta ogni due anni, in simultanea alla dipartita avrà un incidente stradale da cui la moglie ne uscirà in stato vegetativo. È fortemente impegnato nella pubblicazione di volantini e manifesti dove cerca di dimostrare che l'evento non è quello biblicamente profetizzato divulgando le malefatte di molti dei dipartiti e per questo viene sovente aggredito. Perde la propria chiesa, già pignorata, per un ritardato rimborso alla banca. L'edificio in questione viene rilevato dai Colpevoli Sopravvissuti per trasformarlo in una propria struttura. Dopo aver inutilmente cercato un dialogo con la setta negli ultimi episodi dedica le pubblicazioni ai suoi membri. Dimostra in più occasioni di conoscere alcuni retroscena della misteriosa setta interpretando le sacre scritture.
- Megan "Meg" Abbott (stagioni 1-3), interpretata da Liv Tyler, doppiata da Stella Musy.
Una giovane donna che alla soglia della nozze decide di unirsi ai "Colpevoli Sopravvissuti". Ha spesso difficoltà a rispettare il 'voto di silenzio' che il gruppo richiede.
- Tom "Tommy" Garvey (stagioni 1-3), interpretato da Chris Zylka, doppiato da Luca Mannocci.
È il figlio maggiore di Laurie, avuto da una precedente relazione della donna, che ha recentemente lasciato il college per seguire la setta del misterioso guru chiamato "Santo Wayne". La sua famiglia ignora dove stia attualmente. Vi farà ritorno al termine della prima stagione dopo aver scoperto che Wayne ha messo incinte più ragazze di origine asiatica dicendo loro che il figlio in arrivo è il prescelto.
- Jill Garvey (stagioni 1-3), interpretata da Margaret Qualley, doppiata da Giulia Franceschetti.
È la figlia minore di Kevin e Laurie. È un'adolescente apatica che soffre per la perdita della madre e la dissoluzione della sua famiglia. Negli ultimi episodi della prima stagione si unisce anch'ella ai Colpevoli Sopravvissuti.
- Nora Durst (stagioni 1-3), interpretata da Carrie Coon, doppiata da Eleonora De Angelis.
Una donna che ha perso il marito ed i due figli nell'Improvvisa Dipartita. È la sorella del reverendo Matt Jamison. Da lui scoprirà il tradimento del marito prima della dipartita. Dopo essere stata liberata dei propri tormenti da Santo Wayne inizia una relazione con Kevin Garvey.
- Aimee (stagione 1), interpretata da Emily Meade, doppiata da Gaia Bolognesi.
È la migliore amica di Jill. Per ragioni non chiare viene ospitata a lungo a casa di Jill, andandosene poi quando verrà accusata ingiustamente dall'amica di essere andata a letto con il padre.
- Lucy Warburton (stagione 1), interpretata da Amanda Warren, doppiata da Rossella Acerbo.
È il sindaco di Mapleton. Ha avuto in passato una relazione con Kevin Garvey.
- Patti Levin (stagioni 1-3), interpretata da Ann Dowd, doppiata da Rita Savagnone.
È la leader della sezione locale dei "Colpevoli Sopravvissuti". Prima dell'Improvvisa Dipartita era una paziente di Laurie alla quale aveva rivelato di percepire l'imminenza di un evento apocalittico.
- Dean (stagione 1, ricorrente stagione 3), interpretato da Michael Gaston.
È un misterioso uomo che gira per la città sparando ai cani. Ha un bizzarro ed inquietante rapporto con Kevin Garvey, di cui quest'ultimo sembra non rendersi bene conto.
- Scott Frost (stagione 1), interpretato da Charlie Carver.
È il fratello gemello di Adam e amico di Jill e Aimee.
- Adam Frost (stagione 1), interpretato da Max Carver.
È il fratello gemello di Scott e amico di Jill e Aimee.
- Christine (stagione 1, guest star stagione 3), interpretata da Annie Q., doppiata da Ilaria Latini.
È una delle seguaci di "Santo Wayne", che per lui ha un significato speciale e misterioso. Rimasta incinta del guru rimarrà fedele alla sua figura fino al parto, per poi convincersi di essere stata raggirata da lui. Alla fine della stagione abbandona anche Tom, rimasto accanto a lei fino ad allora su istruzioni di Wayne, prendendo la propria strada ed abbandonando anche la bambina appena nata.
- Mary Jamison (ricorrente stagione 1, stagioni 2-3), interpretata da Janel Moloney.
È la moglie di Matt, rimasta in stato vegetativo a seguito di un incidente stradale avvenuto durante l'Improvvisa Dipartita.
- Erika Murphy (stagioni 2-3), interpretata da Regina King.
Abitante di Jarden e moglie di John. Erika è sorda ed è quindi costretta ad indossare degli apparecchi acustici.
- John Murphy (stagioni 2-3), interpretato da Kevin Carroll.
Abitante di Jarden e marito di Erika.
- Michael Murphy (stagioni 2-3), interpretato da Jovan Adepo.
Abitante di Jarden e figlio di John ed Erika. Ha una sorella gemella, Evie.
- Kevin Garvey Sr. (ricorrente stagioni 1-2, stagione 3), interpretato da Scott Glenn, doppiato da Gerolamo Alchieri.
Padre di Kevin Garvey, ex capo della polizia di Mapleton rinchiuso in un istituto di igiene mentale da quando ha iniziato a sentire voci nella propria testa; le voci che sente, apparentemente, gli rivelano il futuro, ma causano reazioni violente nell'uomo.

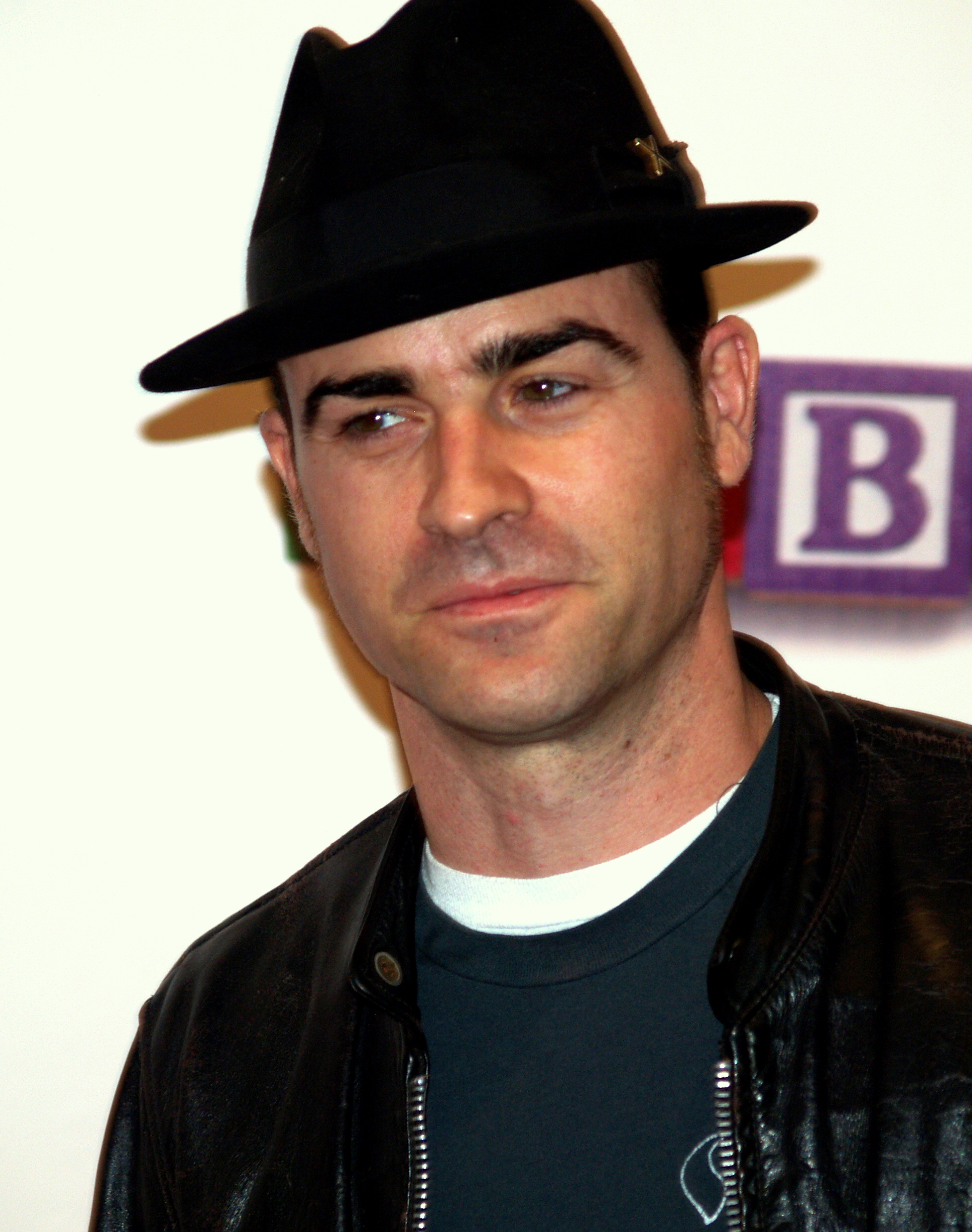
Justin Theroux interpreta Kevin Garvey
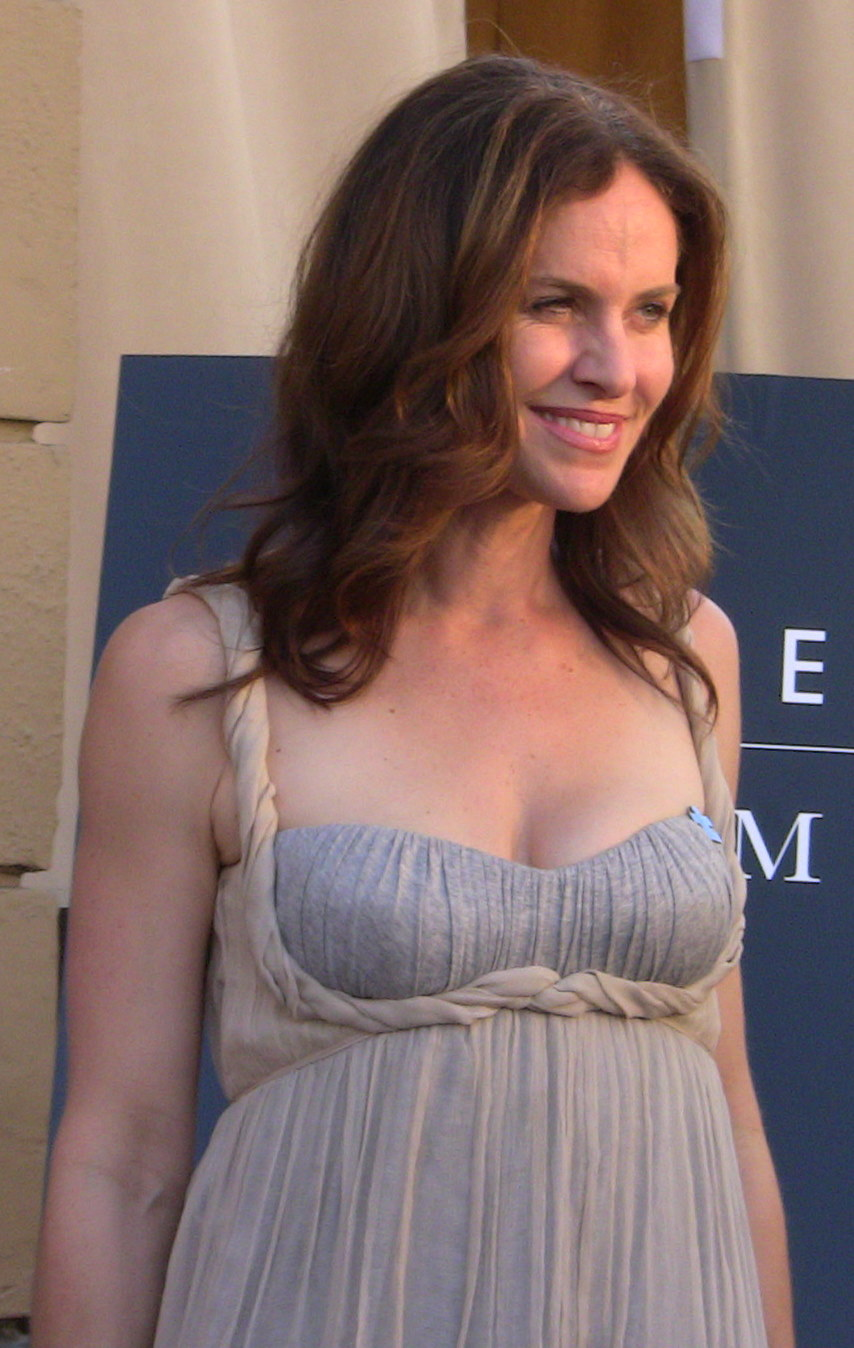
Amy Brenneman interpreta Laurie Garvey
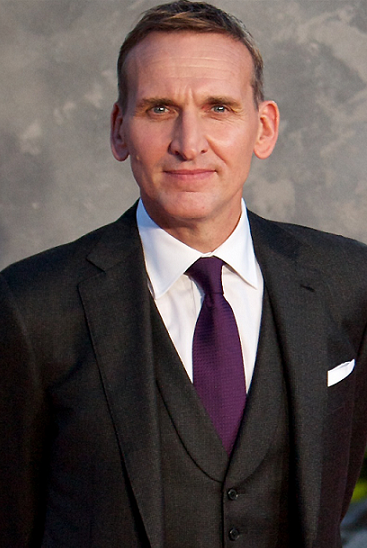
Christopher Eccleston interpreta Matt Jamison
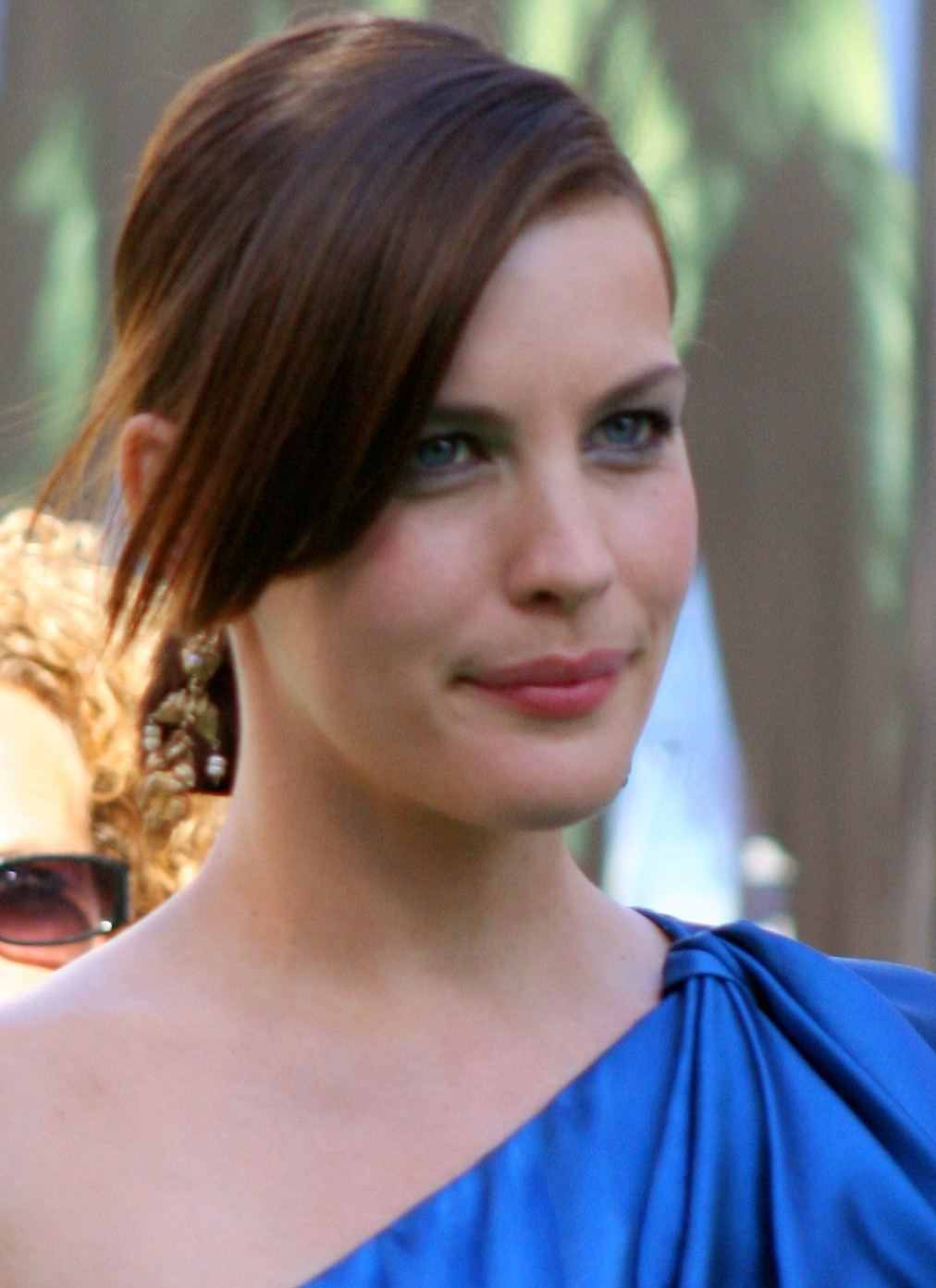
Liv Tyler interpreta Meg Abbott
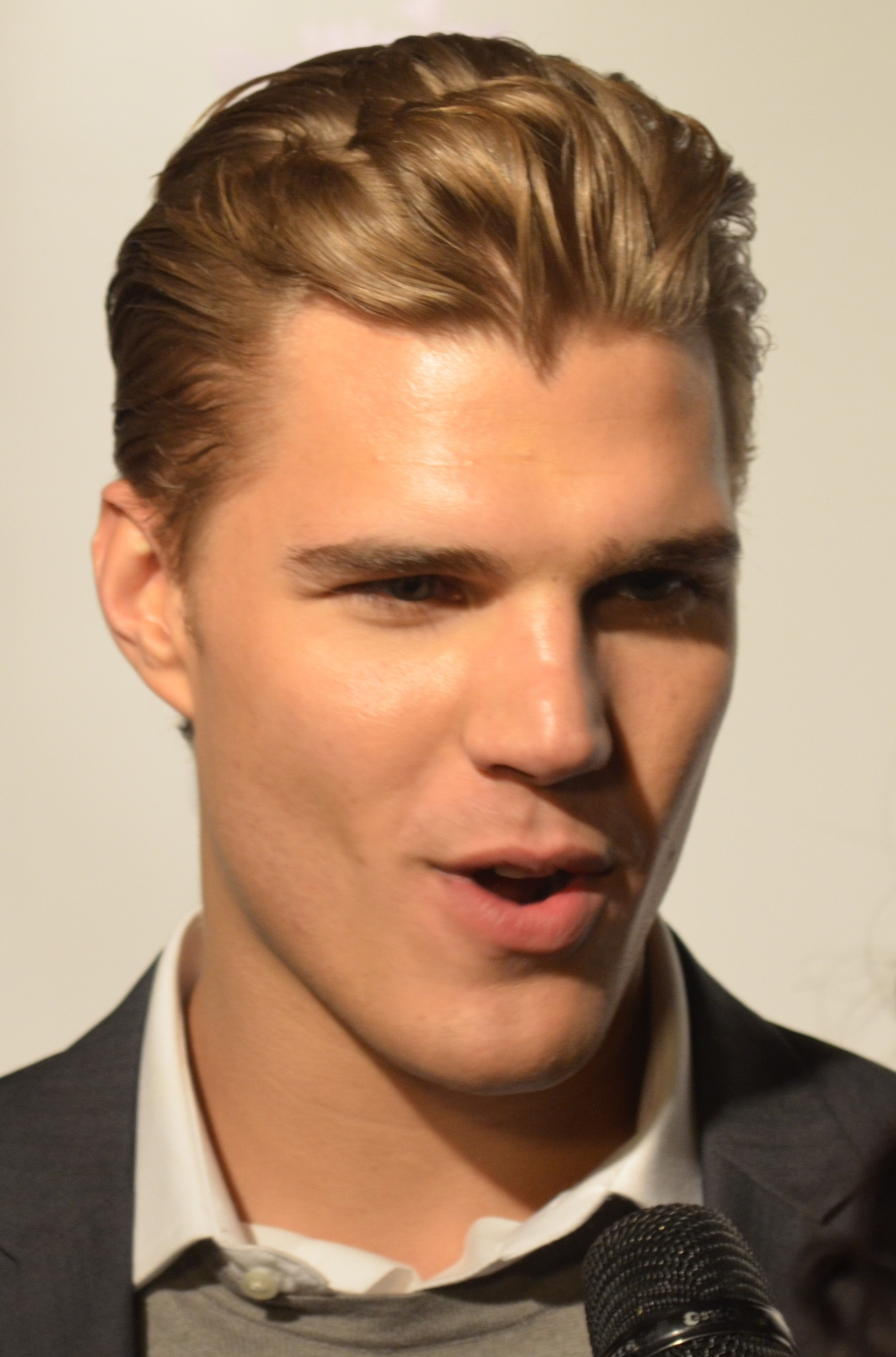
Chris Zylka interpreta Tom Garvey
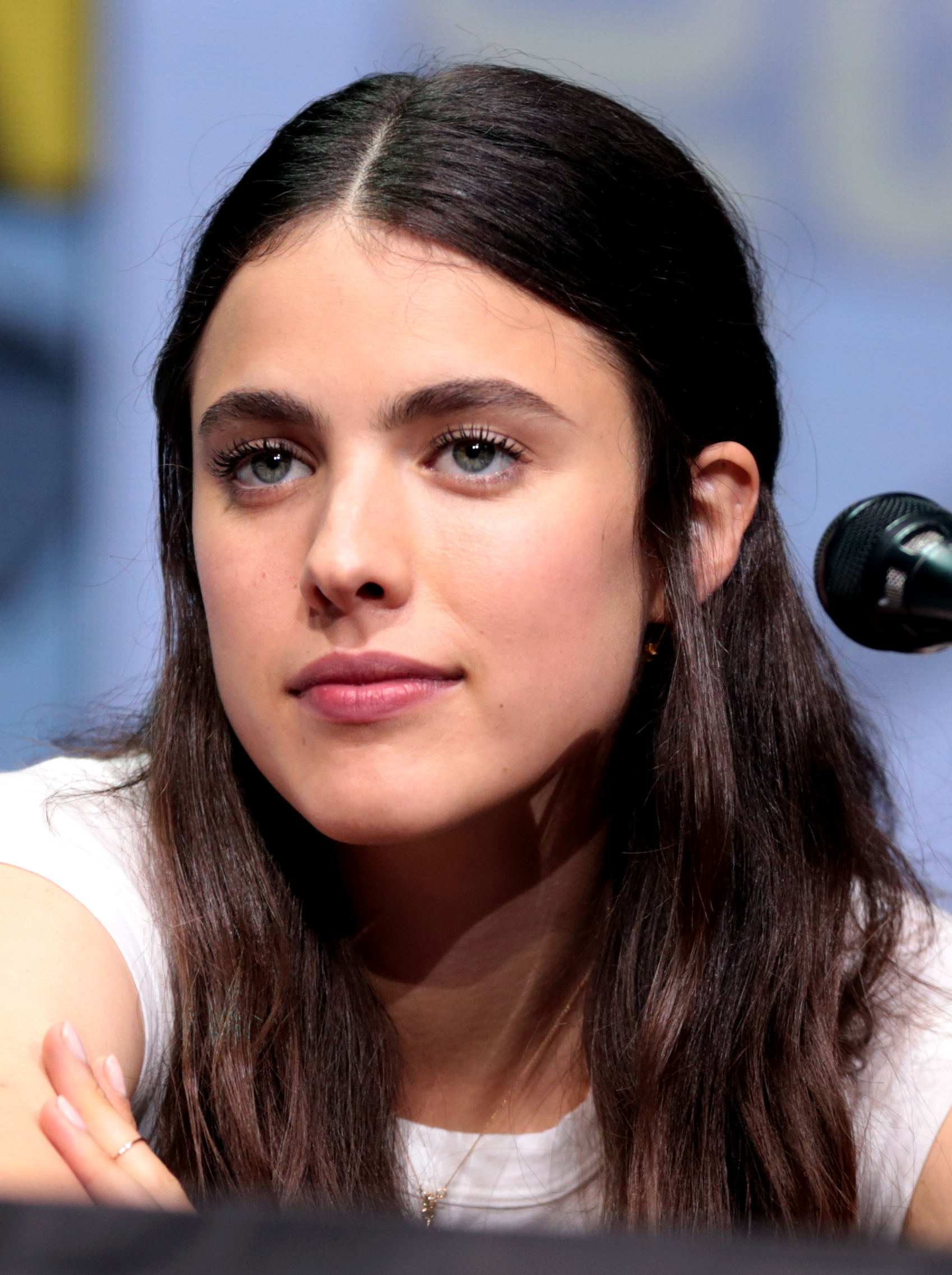
Margaret Qualley interpreta Jill Garvey
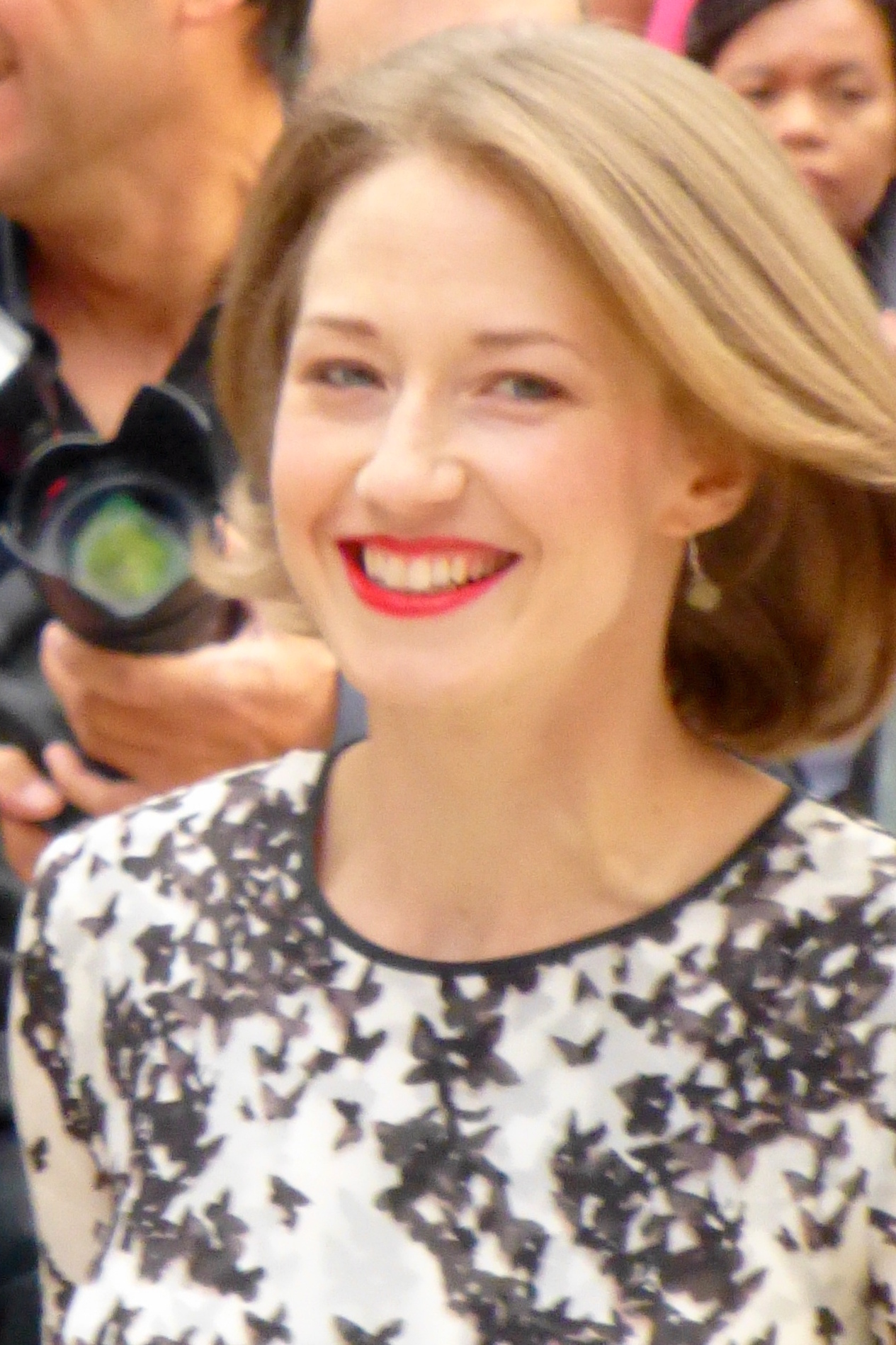
Carrie Coon interpreta Nora Durst
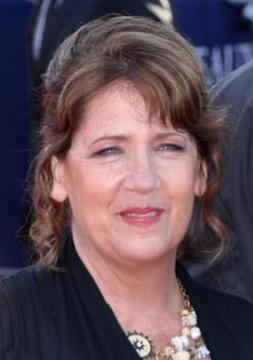
Ann Dowd interpreta Patti Levin
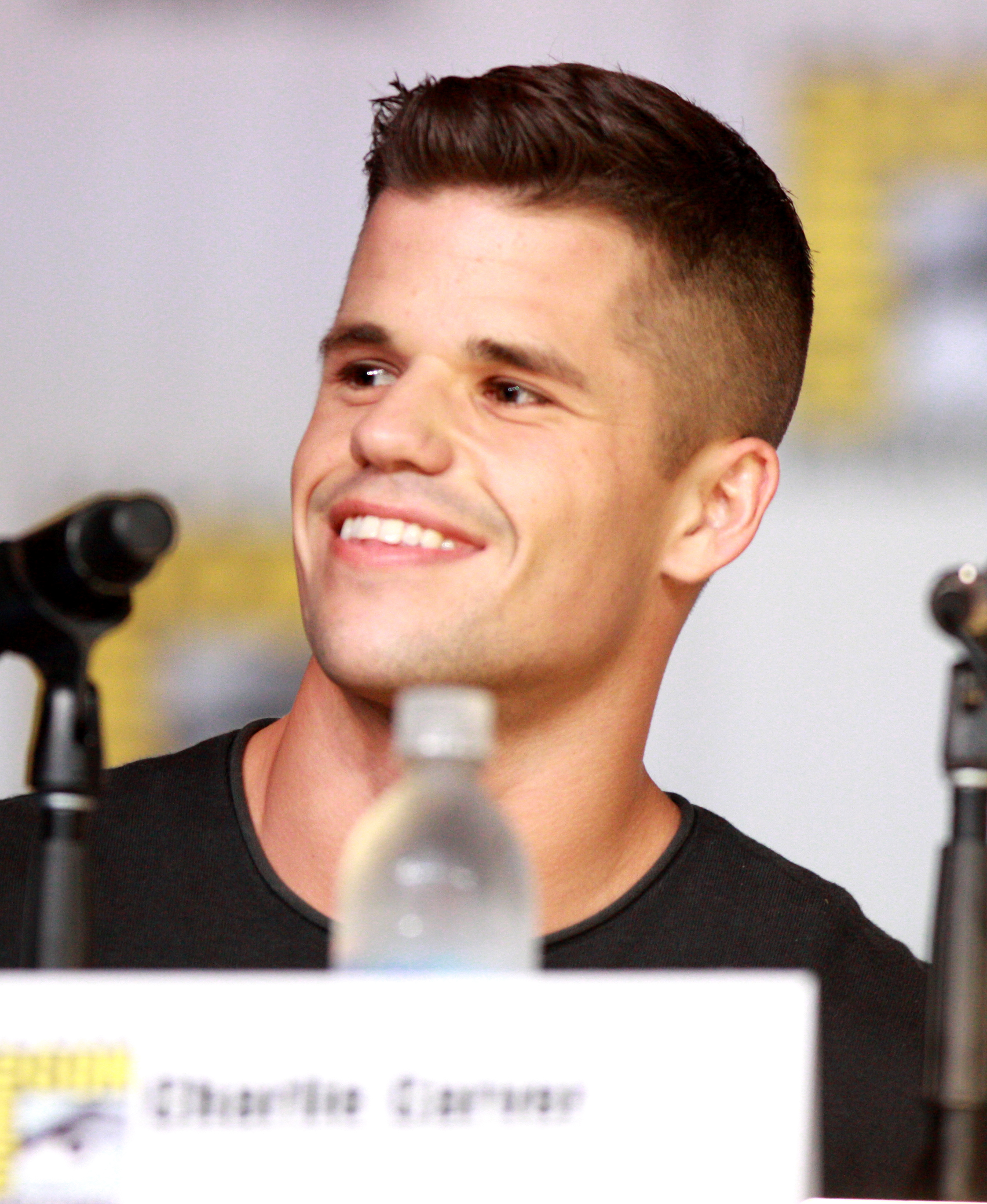
Charlie Carver interpreta Scott Frost
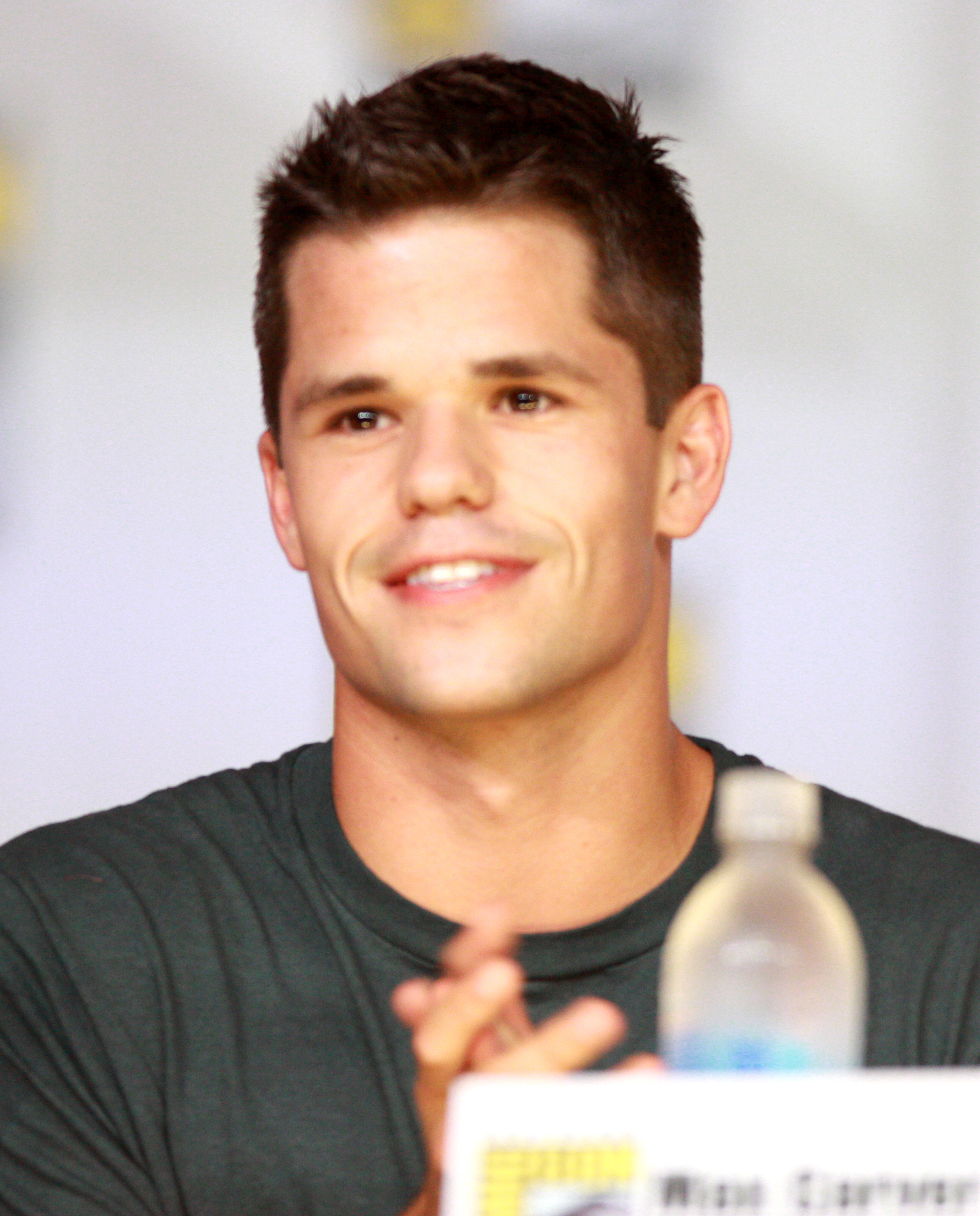
Max Carver interpreta Adam Frost
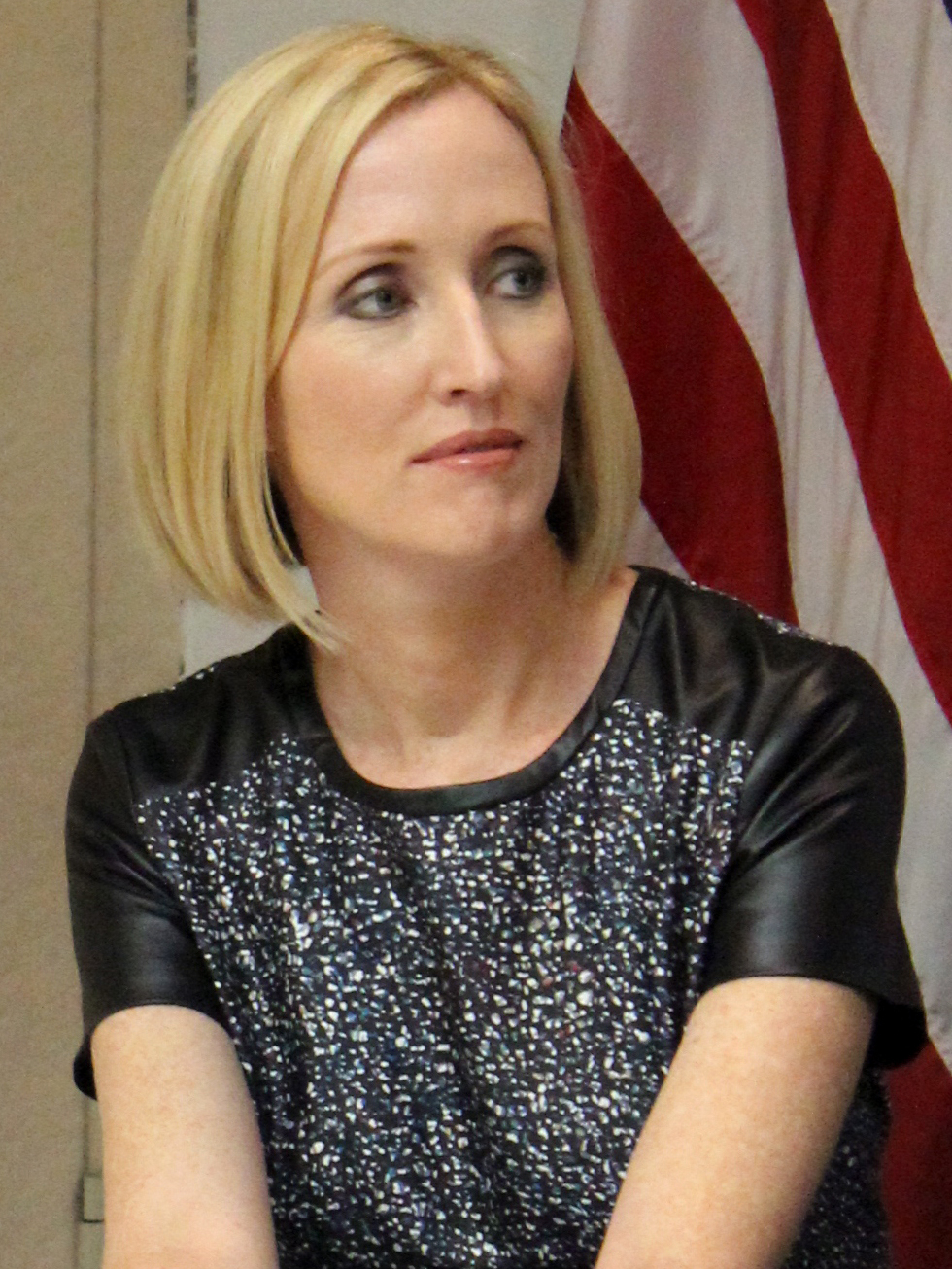
Janel Moloney interpreta Mary Jamison
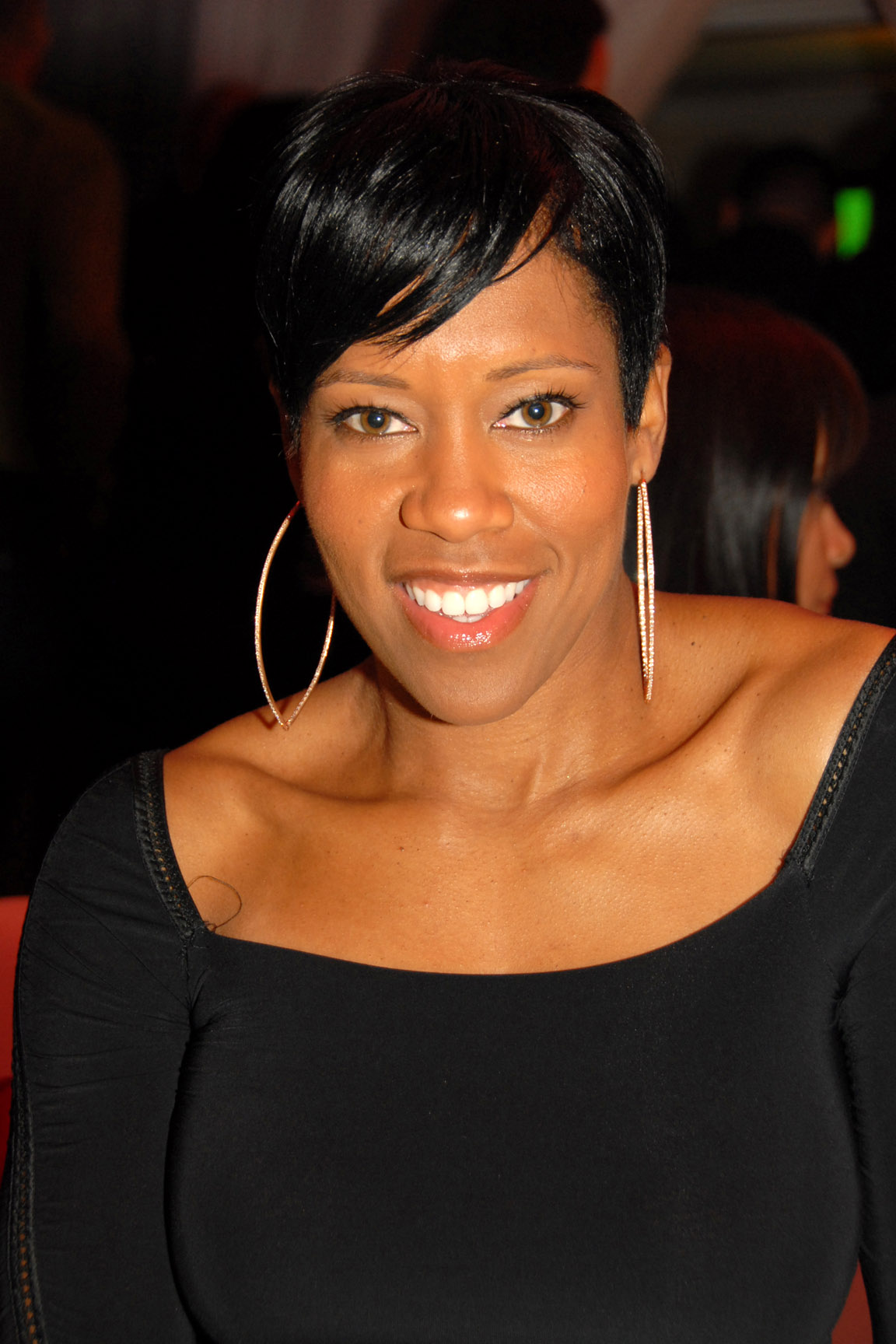
Regina King interpreta Erika Murphy
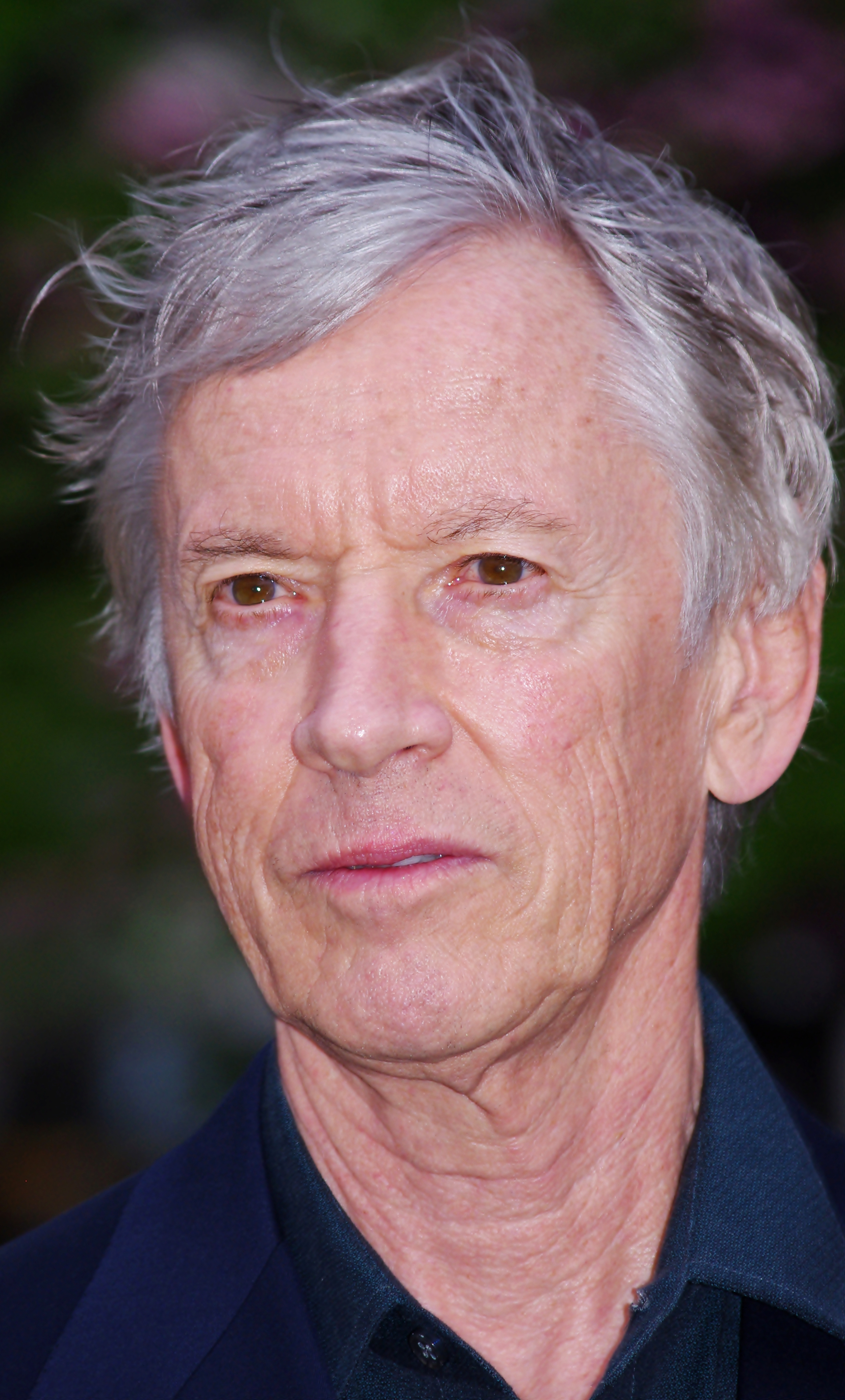
Scott Glenn interpreta Kevin Garvey Sr.

### Secondari
- Henry "Santo Wayne" Gilchrest (stagioni 1-2), interpretato da Paterson Joseph, doppiato da Simone Mori.
È un misterioso guru in grado di eliminare il dolore ed i tormenti toccando le persone. Sfuggito ad un attacco della polizia federale eserciterà a New York di nascosto fino alla morte per mano della polizia federale, subito dopo aver realizzato un misterioso desiderio di Kevin. Wayne ha l'abitudine di circondarsi e mettere incinte ragazze di origine asiatica, convincendole poi di portare in grembo il "prescelto".
- Gladys (stagioni 1-2), interpretata da Marceline Hugot.
Membro dei "Colpevoli Sopravvissuti".
- Det. Louis Vitello (stagione 1), interpretato da Wayne Duvall, doppiato da Stefano De Sando.
- Doug Durst (stagione 1), interpretato da Sebastian Arcelus.
Marito di Nora, dipartito assieme ai loro due figli.
- Evangeline "Evie" Murphy (stagioni 2-3), interpretata da Jasmin Savoy Brown.
Figlia di Erika e John e sorella gemella di Michael.
- Virgil (stagione 2), interpretato da Steven Williams.
Presunto guaritore, nonno di Evie e Michael.
- Isaac Rayney (stagione 2) interpretato da Darius McCrary.
- Grace Playford (stagione 3), interpretata da Lindsay Duncan.

## Produzione

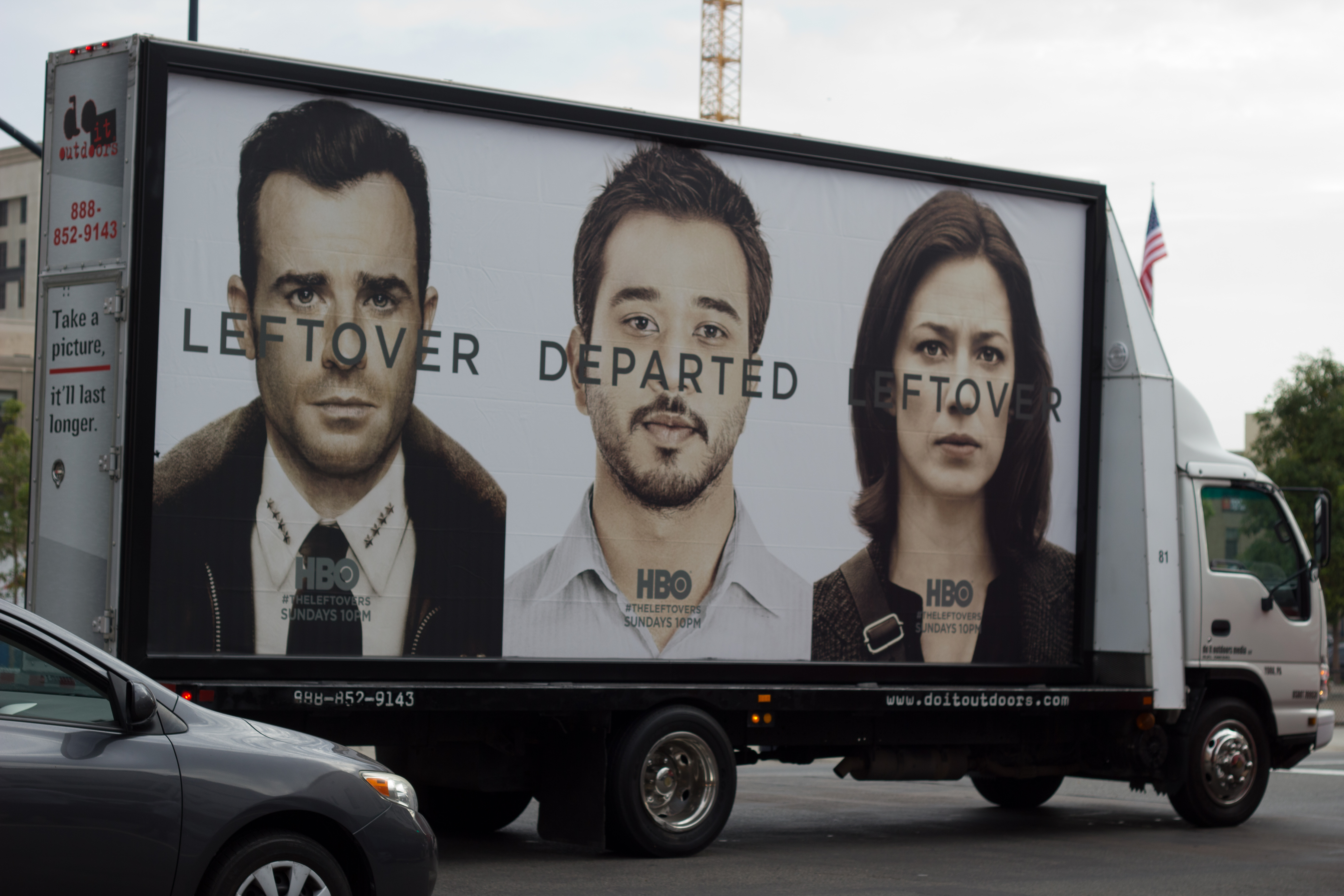
Poster promozionali al San Diego Comic-Con International 2014.

Poco prima della pubblicazione del romanzo HBO ha acquistato i diritti per lo sviluppo di una serie televisiva, coinvolgendo lo scrittore Tom Perrotta come sceneggiatore e produttore esecutivo. Nel giugno 2012 Damon Lindelof ha annunciato essere al lavoro sullo sviluppo della serie insieme a Perrotta, oltre ad assumere il ruolo di showrunner.
L'episodio pilota, diretto da Peter Berg, è stato ordinato nel febbraio 2013. Il 16 settembre 2013 la HBO ha ordinato ufficialmente un'intera stagione, composta da 10 episodi. Il 13 agosto 2014 la serie è stata rinnovata per una seconda stagione. Il 10 dicembre 2015 la HBO ha rinnovato la serie per una terza e ultima stagione, composta da 8 episodi e prevista per Aprile 2017.
La trama della prima stagione copre la totalità del romanzo Svaniti nel nulla, mentre la seconda e la terza stagione sono composte da materiale completamente originale. Nell'aprile 2015, è stato comunicato che l'ambientazione della seconda stagione è stata spostata da Mapleton, New York, ad una piccola città del Texas. Le riprese hanno avuto luogo a Austin, Texas, con la vicina Lockhart usata per rappresentare l'immaginaria cittadina di Jarden, Texas. Oltre al cambio di location, nella seconda stagione sono stati apportati diversi cambiamenti, tra cui parte del cast e della trama. Damon Lindelof ha citato The Wire e Friday Night Lights come fonte d'ispirazione per la seconda stagione.

## Colonna sonora
Le musiche sono state realizzate e curate dal compositore britannico Max Richter, che per il suo lavoro nella serie ha ottenuto una candidatura agli International Film Music Critics Award. Oltre alle musiche di Richter, nei vari episodi della serie sono inseriti brani di musica pop, che spaziano dagli anni sessanta a hit più recenti. Inoltre sono presenti numerosi brani di Giuseppe Verdi come l'overture da La Traviata o il coro del Va Pensiero dal Nabucco. La sigla della prima stagione è accompagnata da The Leftovers (Main Title Theme), una composizione originale di Richter, mentre il brano musicale presente nella nuova sigla d'apertura della seconda stagione è Let the Mystery Be di Iris DeMent. Graficamente identica a quella della seconda stagione, la sigla della terza stagione è accompagnata da un brano diverso per ogni episodio:
1. Sigla non presente
2. David Pomeranz – Nothing's Gonna Stop Me Now
3. Richard Cheese – Personal Jesus
4. Ray LaMontagne and the Pariah Dogs – This Love is Over
5. Benzion Miller – Ashrei
6. Gravediggaz – 1-800 Suicide
7. Max Richter – The Leftovers (Main Title Theme)
8. Iris DeMent – Let the Mystery Be

### The Leftovers (Music from the HBO Series)
Il 2 dicembre 2014 venne pubblicata digitalmente la colonna sonora della prima stagione della serie televisiva.
Edizioni musicali WaterTower Music.
1. The Leftovers (Main Title Theme) – 1:35
2. The Departure – 1:15
3. Afterimage 1 – 1:31
4. De Profundis – 5:05
5. Only Questions – 1:17
6. Dona Nobis Pacem 1 – 3:48
7. Afterimage 2 – 1:09
8. Departure (Reflection) – 1:54
9. Dona Nobis Pacem 2 – 3:20
10. Family Circles – 1:01
11. A Blessing – 2:32
12. She Remembers – 3:49
13. Departure (Lullaby) – 1:57
14. Illuminations/Clouds – 1:32
15. Afterimage 3 – 3:05
16. Departure (Home) – 1:54

### The Leftovers - Season 2 (Music from the HBO Series)
Il 19 febbraio 2016 venne pubblicata digitalmente la colonna sonora della seconda stagione della serie televisiva.
Edizioni musicali WaterTower Music.
1. Entropy for Meg – 2:02
2. The Departure (Diary) – 1:52
3. Crossings – 2:56
4. Storybook – 2:07
5. A Bird In a Box – 3:12
6. Tenebrae – 1:15
7. Dark Cloud for Nora – 1:58
8. The Departure (Phone Call) – 2:37
9. A Crowd of People Turned Away – 2:08
10. Bright Cloud for Jill – 1:29
11. Tom’s Lullaby – 2:04
12. That Solitary Moment Together – 1:59
13. Dona Nobis Pacem 3 (Evie) – 4:34
14. The Departure (Persistence of Vision) – 1:49
15. Dark Cloud for Kevin – 2:24
16. Erika and John – 1:42
17. The Quality of Mercy – 4:12
18. The Leftovers Main Titles Season 1 (Small Ensemble Version) [Bonus track] – 3:37

### The Leftovers - Season 3 (Music from the HBO Series)
Il 2 giugno 2017 venne pubblicata digitalmente la colonna sonora della terza e ultima stagione della serie televisiva.
Edizioni musicali WaterTower Music.
1. the end of all our exploring – 3:35
2. either fire or fire – 1:35
3. the spectre of a rose – 1:46
4. Nothing’s Gonna Stop Me Now – 2:45
5. And know the place for the first time – 2:55

Durata totale: 12:36

## Riconoscimenti
- 2014 – Critics' Choice Television Awards
  - Most Exciting New Series
- 2014 – Satellite Awards
  - Candidatura per il miglior attore non protagonista in una serie, miniserie o film TV a Christopher Eccleston
  - Candidatura per la miglior attrice non protagonista in una serie, miniserie o film TV a Ann Dowd
  - Candidatura per la miglior serie televisiva di genere
- 2015 – Critics' Choice Television Awards
  - Candidatura per il miglior attore non protagonista in una serie drammatica a Christopher Eccleston
  - Candidatura per la miglior attrice non protagonista in una serie drammatica a Carrie Coon
- 2015 – People's Choice Awards
  - Candidatura per l'attore preferito in una serie di una TV via cavo Premium a Justin Theroux
- 2015 – Writers Guild of America Award
  - Candidatura per il miglior adattamento in forma lunga per l'episodio pilota
- 2016 – Critics' Choice Television Awards
  - Miglior attrice in una serie drammatica a Carrie Coon
  - Candidatura alla miglior serie drammatica
  - Candidatura al miglior attore in una serie drammatica a Justin Theroux
  - Candidatura per il miglior attore non protagonista in una serie drammatica a Christopher Eccleston
  - Candidatura per la miglior attrice non protagonista in una serie drammatica a Ann Dowd
  - Candidatura per la miglior attrice non protagonista in una serie drammatica a Regina King